# Green Building Council
Green Building Council (po ang. dosł. Rada Zielonego Budownictwa w sensie Stowarzyszenie Budownictwa Zrównoważonego, w skrócie GBC) – ogólna nazwa pozarządowych organizacji typu non-profit propagujących stosowanie zasad zrównoważonego rozwoju w budownictwie i gospodarce nieruchomościami (Green building) działających w kilkunastu krajach świata.

## Działalność organizacji
GBC stawiają sobie za cel uświadamianie zarówno profesjonalistów jak i szerszych mas społecznych o konieczności projektowania, budowania i użytkowania budynków w taki sposób, aby zużywały jak najmniej zasobów naturalnych i wytarzały jak najmniej odpadów w czasie całego cyklu życiowego obiektu. Szerzą też wiedzę o nowoczesnych technologiach i systemach w organizacji przestrzennej, konstrukcji i instalacjach techniczych budynków, budując kontakty między przemysłem a konsulatantami. GBC propagują jak najwcześniejsze uwzględnienie ekologii w czasie procesu projektowego budynku, dzięki czemu możliwe jest jednoczesne uzyskanie średnio- i długookresowych dodatkowych korzyści ekonomicznych w czasie jego użytkowania.
Stowarzyszenia budownictwa zrównoważonego patronują często własnym pieczęciom jakości – certifikatom jakości ekologicznej obiektów budowlanych. Certyfikatami przyznawanymi przez niezależnych ekspertów wedle jednoznacznych i dostosowanych do lokalnych warunków rynku kryteriów odznacza się ekologicznie zaprojektowane i zbudowane budynki. Dzięki czemu mogą być bardziej atrakcyjne dla inwestorów i najemców.
Organizacje GBC przyjmują najczęściej formę stowarzyszeń, których członkami mogą być zarówno osoby prawne (w tym przedsiębiorstwa, jak i fizyczne. Dąży się do tego, aby reprezentowali oni możliwie wiele branż związanych z budownictwem zrównoważonym lub ekologicznym, np. biura projektowe, jednostki naukowo-badawcze, zarządców nieruchomości, menedżerów projektu oraz producentów materiałów budowlanych i przedsiębiorstwa budowlane.
Organizacje tworzą światową sieć, którą koordynuje założone w 2002 World Green Building Council (Światowe Stowarzyszenie Budownictwa Zrównoważonego) z siedzibą w Toronto. Organizacje zrzeszone ogłosiły 23 września 2009 Światowym Dniem Zielonego Budownictwa.

## Poszczególne Green Building Council
W lipcu 2009 w 14 krajach istniały Green Building Council, w siedmiu stowarzyszenia starały się o przystąpienie do World Green Building Council, a kilkanaście dalszych było właśnie zakładanych.
Czternaście obecnie działających w pełni uformowanych towarzystw działa w następujących krajach (kolejność alfabetyczna):
- Argentyna (Argentina Green Building Council)
- Australia (Green Building Council of Australia)
- Brazylia (Green Building Council Brasil)
- Indie (Indian Green Building Council)
- Japonia (Japan Green Building Consortium)
- Kanada (Canada Green Building Council)
- Meksyk (Mexico Green Building Council)
- Niemcy (Deutsche Gesellschaft für Nachhaltiges Bauen)
- Nowa Zelandia (New Zealand Green Building Council)
- RPA (South Africa Green Building Council)
- Tajwan (Taiwan Green Building Council)
- USA (United States Green Building Council)
- Wielka Brytania (United Kingdom Green Building Council)
- ZEA (Emirates Green Building Council)

W Polsce powstało Polskie Stowarzyszenie Budownictwa Ekologicznego (Polish Green Building Council), przystępujące obecnie do World Green Building Council.